# Pontoosuc
Pontoosuc és una vila a l'estat d'Illinois. Segons el cens del 2000 tenia 171 habitants.

## Demografia
Segons el cens del 2000, Pontoosuc tenia 171 habitants, 74 habitatges, i 50 famílies. La densitat de població era de 46,8 habitants/km².
Dels 74 habitatges en un 29,7% hi vivien nens de menys de 18 anys, en un 58,1% hi vivien parelles casades, en un 8,1% dones solteres, i en un 31,1% no eren unitats familiars. En el 24,3% dels habitatges hi vivien persones soles el 10,8% de les quals corresponia a persones de 65 anys o més que vivien soles. El nombre mitjà de persones vivint en cada habitatge era de 2,31 i el nombre mitjà de persones que vivien en cada família era de 2,67.
Per edats la població es repartia de la següent manera: un 21,6% tenia menys de 18 anys, un 2,9% entre 18 i 24, un 32,7% entre 25 i 44, un 24,6% de 45 a 60 i un 18,1% 65 anys o més.
L'edat mediana era de 42 anys. Per cada 100 dones de 18 o més anys hi havia 100 homes.
La renda mediana per habitatge era de 27.813 $ i la renda mediana per família de 31.563 $. Els homes tenien una renda mediana de 29.688 $ mentre que les dones 21.250 $. La renda per capita de la població era de 14.453 $. Aproximadament el 16,3% de les famílies i el 16,8% de la població estaven per davall del llindar de pobresa.

## Poblacions properes
El següent diagrama mostra les poblacions més properes.